# Pavel Kárník
Pavel Kárník (* 25. června 1960 Kolín) je český politik a knihovník, od roku 2020 senátor za obvod č. 42 – Kolín, v letech 2008 až 2021 ředitel Městské knihovny Kolín, v letech 2006 až 2010 zastupitel obce Nová Ves I na Kolínsku, nestraník za hnutí STAN.

## Život
Po vystudování Učňovské školy knihkupecké v Luhačovicích absolvoval obor všeobecná ekonomika na Střední ekonomické škole v Kolíně. Dále absolvoval bakalářské studium na Vysoké škole politických a společenských věd v Kolíně a magisterské studium (obor veřejná správa) na Vysoké školy ekonomie a managementu v Bratislavě.
Založil občanské sdružení Ohradská beseda, jejímž předsedou byl tři volební období. Toto sdružení se orientuje na ochranu kulturních památek a starých zvyků v okolí Kolína, je členem také kolegia akademie Magnesia Litera.
Po roce 1990 byl živnostníkem, převážně v knihkupectví. V roce 2006 mu byl Hospodářskými novinami udělen titul Živnostník roku Středočeského kraje. V letech 2008 až 2021 byl ředitelem Městské knihovny Kolín, jejíž součástí je i Městské informační centrum.
Pavel Kárník žije ve městě Kolín, konkrétně v části Kolín III. Je ženatý, má dvě dcery. Mezi jeho zájmy patří rodina, knihy, historie, rybaření a zvířata. Je členem Klubu švýcarských salašnických psů a Českého rybářského svazu.

## Politické působení
V komunálních volbách v roce 2002 kandidoval jako nezávislý lídr za subjekt „Dobrá volba“ do Zastupitelstva obce Nová Ves I na Kolínsku, ale neuspěl. Zvolen byl až ve volbách v roce 2006, kdy jako nestraník vedl kandidátku hnutí NEZÁVISLÍ. V roce 2009 se stal členem TOP 09 a ve volbách v roce 2010 vedl jakožto její člen kandidátku hnutí STAN, ale mandát neobhájil. Následně se přestěhoval do Kolína.
V komunálních volbách v roce 2014 kandidoval jako člen TOP 09 na kandidátce subjektu „TOP 09 a Nezávislí pro Kolín“ do Zastupitelstva města Kolín, ale neuspěl. Neuspěl ani ve volbách v roce 2018 jako nezávislý na kandidátce subjektu „KOLÍŇÁCI“.
V krajských volbách v roce 2012 kandidoval jako člen TOP 09 za uskupení „TOP 09 a Starostové pro Středočeský kraj“ do Zastupitelstva Středočeského kraje, ale neuspěl. Ve volbách do Poslanecké sněmovny PČR v roce 2010 kandidoval jako člen TOP 09 ve Středočeském kraji, ale rovněž neuspěl.
Ve volbách do Senátu PČR v roce 2014 kandidoval jako člen TOP 09 za koalici „TOP+STAN“ v obvodu č. 42 – Kolín. Získal 16,78 % hlasů a obsadil 3. místo. Ve volbách do Senátu PČR v roce 2020 opět kandidoval v obvodu č. 42 – Kolín, tentokrát však jako nestraník za hnutí STAN. V prvním kole získal 20,05 % hlasů, a postoupil tak z 1. místa do druhého kola, v němž porazil kandidáta hnutí ANO 2011 Igora Karena poměrem hlasů 79,48 % : 20,51 %, a stal se tak senátorem.
V Senátu je členem Senátorského klubu Starostové a nezávislí, Stálé komise Senátu pro práci Kanceláře Senátu, je rovněž ověřovatelem Senátu a místopředsedou Výboru pro vzdělávání, vědu, kulturu, lidská práva a petice.
V komunálních volbách v roce 2022 kandidoval do zastupitelstva Kolína z 3. místa kandidátky subjektu „Kolíňáci“ (tj. nezávislí kandidáti a SD-SN), ale neuspěl. V krajských volbách v roce 2024 kandidoval do Zastupitelstva Středočeského kraje, ale neuspěl.